# Synnöve Clason
Synnöve Clason, född von der Fehr Falkenberg 15 juni 1938 i Oslo, är en svensk germanist (litteraturvetare), professor emerita.

## Biografi
Clason föddes i Oslo 1938, som dotter till förlagsredaktör Johan von der Fehr Falkenberg och Lore (född Schlieper). 1962 avlade hon magisterexamen vid Oslo universitet.
Därefter flyttade Clason till Sverige. Hon gifte sig 1962 med den svenske tjänstemannen och tidningsredaktören Anders Clason. 1967 avlade hon filosofie licentiat-examen vid Stockholms universitet 1967. Efter studier på Lärarhögskolan åren 1970–1971 och promoverades hon till filosofie doktor vid Stockholms universitet 1975; hennes doktorsavhandling Die Welt erklären ägnade sig åt Lion Feuchtwangers roman Erfolg. 
Därefter tjänstgjorde Clason på Risbergska skolan och Karolinska skolan i Örebro, senare på Skärholmens gymnasium i Stockholm. Mellan 1987 och 1993 verkade hon som forskare vid Stockholms universitet och därefter som universitetslektor i tyska och från 2001 som professor med fokus på tysk litteratur vid lärosätet.
1978 blev Clason ledamot av styrelsen för Dramaten i Stockholm, och 1991 tillträdde hon som del av styrelsen för Kungliga biblioteket. Åren 1991–1994 var hon ordförande för Selma Lagerlöf-sällskapet.
Clason har även verkat som litteraturkritiker i Svenska Dagbladet, och hon har varit aktiv som skribent inom kulturjournalistiken och populärvetenskapen. Det inkluderar vetenskapligt skrivande i ämnet tysk litteratur.
2000 tilldelades Clason Birger Schöldströms pris för främjande av litteratur- och personhistorisk forskning. Priset delas ut av Svenska Akademien.